# Myrmeleon reticulatus
Myrmeleon reticulatus là một loài côn trùng trong họ Myrmeleontidae thuộc bộ Neuroptera. Loài này được Charpentier miêu tả năm 1843.